# Martin Schmidt (Politiker, 1988)

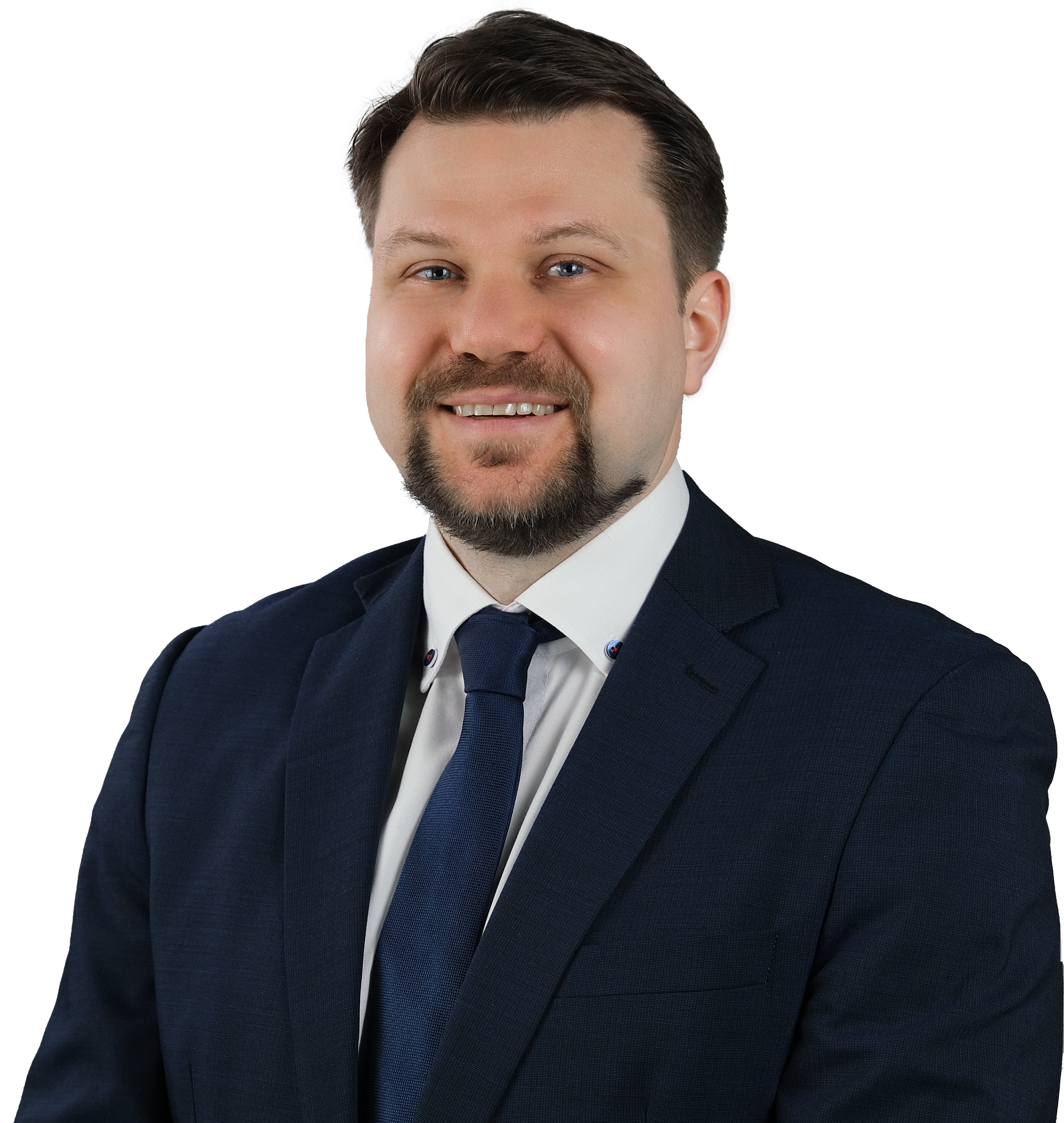
Martin Schmidt (2021)

Martin Lenin Wladimir Schmidt (* 3. Oktober 1988 in Berlin) ist ein deutscher Politiker der Alternative für Deutschland. Seit Oktober 2021 ist er Mitglied des Landtages Mecklenburg-Vorpommern.

## Leben
Martin Schmidt legte 2008 das Abitur am Goethe-Gymnasium Berlin ab und diente danach von 2008 bis 2010 in der Bundeswehr. Schmidt wurde als Sanitätssoldat in Weißenfels und als Fernmelder in Berlin-Kladow eingesetzt und verließ die Bundeswehr mit dem Dienstgrad Hauptgefreiter.
Schmidt studierte von 2011 bis 2016 an der Ernst-Moritz-Arndt-Universität Greifswald und an der Westpommerschen Technischen Universität Stettin das Fach Betriebswirtschaftslehre und schloss dieses Studium als Diplom-Kaufmann ab. Parallel zum Studium arbeitete er von 2011 bis 2013 als Bestattergehilfe in Greifswald. Seit dem Studium gehört er der Greifswalder Burschenschaft Rugia und der Berliner Burschenschaft der Märker, mittlerweile als Alter Herr, an.
Nach Beendigung des Studiums begann Schmidt 2017 eine Tätigkeit als Fachreferent für die AfD-Fraktion des Landtags von Mecklenburg-Vorpommern. Ebenfalls seit 2017 war Schmidt als Finanzreferent auf Honorarbasis für den Verein Konservativer Kommunalpolitiker tätig; diese Tätigkeit stellte er 2019 ein. Für die AfD-Fraktion blieb Schmidt bis 2021 als Referent in den Bereichen Wirtschaft, Arbeit, Tourismus, Gesundheit und Petition tätig.
Am 1. September 2021 erhielt er von der IHK Schwerin die Gewerbeerlaubnis zum Honorar-Finanzanlagenberater und ist damit der erste Honorar-Finanzanlagenberater Mecklenburg-Vorpommerns. Seitdem ist Schmidt als selbstständiger Finanzberater tätig.

## Politische Laufbahn
Schmidt trat 2013 der AfD bei.
Von Juni 2019 bis Juni 2021 war er Kreisvorsitzender der AfD Schwerin; seit dem Januar 2023 ist er stellvertretender Kreisvorsitzender.
Für die AfD Mecklenburg-Vorpommern kandidierte er für die Landtagswahlen 2021 und wurde über Listenplatz 8 der Landesliste in den Landtag gewählt. Seit 2021 ist Schmidt als Rechnungsprüfer der AfD-Landtagsfraktion Mecklenburg-Vorpommerns tätig. Im November 2023 wurde er auf dem Landesparteitag zum Schatzmeister gewählt. Bei der parteiinternen Nominierung für die Kandidatur im Bundestagswahlkreis Schwerin – Ludwigslust-Parchim I – Nordwestmecklenburg I bei der Bundestagswahl 2025 unterlag Schmidt im Oktober 2024 Leif-Erik Holm.

## Angriff auf Schmidt in Schwerin
Am 16. Mai 2024 soll Schmidt im Beisein von drei Bekannten, darunter Steffen Beckmann, der Westmecklenburger AfD-Kandidat für die Europawahl, in einer Gaststätte in der Schweriner Altstadt durch einen Mann, der sich nach Presseberichten selbst dem linken Spektrum zurechnen soll, beleidigt und mit einem gläsernen Aschenbecher angegriffen worden sein. Schmidt erlitt dabei eine Kopfverletzung, die durch Sanitäter versorgt und in einer Klinik weiter untersucht und behandelt werden musste. Laut Polizei wird gegen den Mann, der angegeben habe, aus politischen Motiven gehandelt zu haben, wegen des Verdachts der gefährlichen Körperverletzung und Beleidigung ermittelt.